# Partitiviridae
Famille
Genres de rang inférieur
- Alphapartitivirus
- Betapartitivirus
- Cryspovirus
- Deltapartitivirus
- Gammapartitivirus

Les Partitiviridae sont une famille de virus de l'ordre des Durnavirales, qui comprend cinq genres et 60 espèces (dont 15 non assignées à un genre) acceptés par l'ICTV. Ce sont des virus à ARN à double brin classés dans le groupe III de la classification Baltimore.
Les hôtes naturels de ces virus sont des espèces de champignons, de plantes et de protozoaires.  Le nom « Partitiviridae » dérive du latin « partitius », qui signifie « divisé », en référence au génome segmenté des Partitivirus. La famille comprend 60 espèces qui sont rattachées à cinq genres ou pour certaines non attribuées à un genre,,.
Les virus de la famille des Partitiviridae, qu'ils infectent des champignons (virus fongiques) ou des plantes (virus végétaux), sont tous associés à des infections latentes de leurs hôtes respectifs, c'est-à-dire sans symptômes apparents. 
On ne connaît aucun vecteur biologique naturel de ces virus.
Les virus fongiques sont transmis par voie intracellulaire lors de la division cellulaire et  la sporogenèse (transmission verticale) ainsi qu'après une anastomose hyphale, c'est-à-dire une fusion cellulaire, entre des souches fongiques compatibles (transmission horizontale).
Les virus végétaux ne sont pas transmis horizontalement par greffage ou par d'autres moyens mécaniques, mais sont seulement transmis par les ovules ou le pollen à l'embryon de la graine (transmission verticale).

## Structure
Les virus de la famille des Partitiviridae sont des virus nus ( non enveloppés) à géométrie icosaédrique de type T = 1.  Le diamètre est d'environ 35 à 40 nm,. 

## Génome

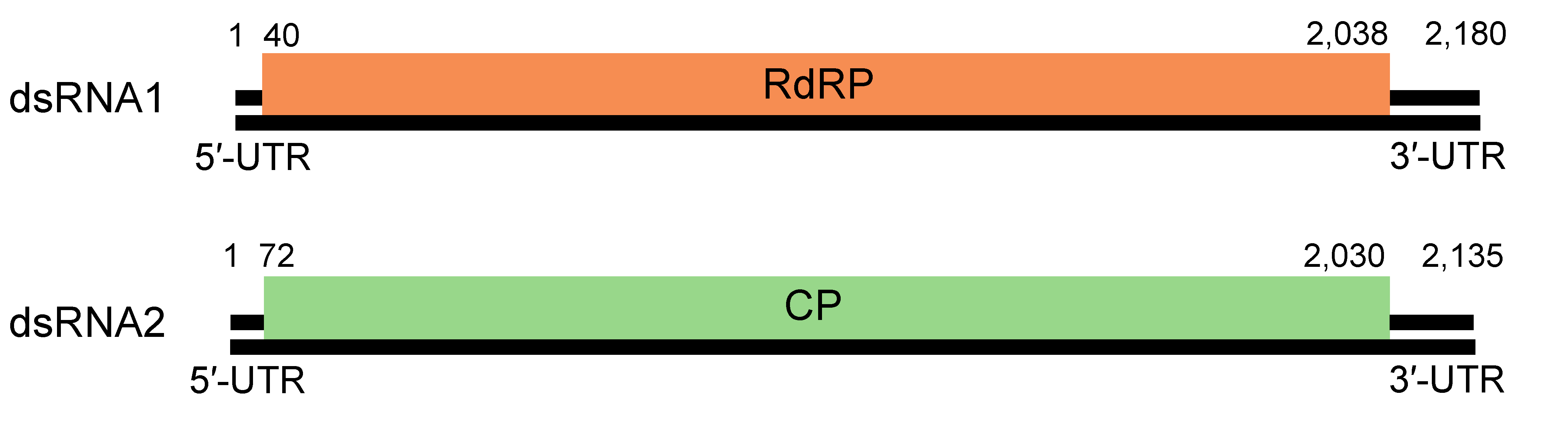
Génome de Atkinsonella hypoxylon virus (AhV) du genre Betapartitivirus.

Les Partitivirus ont des génomes à ARN bicaténaire (double brin) divisés en deux segments génomiques  essentiels, ARNbc1 et ARNbc2, contenant chacun un gros cadre de lecture ouvert  (ORF) sur le brin positif de la molécule d'ARN. Des segments d'ARNbc supplémentaires (satellites ou défectueux) peuvent également être présents. Les segments linéaires d'ARNbc sont encapsidés séparément. Le plus petit des deux segments du génome  code généralement la  protéine d'enveloppe (CP). Le plus gros segment code l'ARN polymérase ARN-dépendante (RdRp) associée au virion. Les génomes sont linéaires et mesurent environ 1,4 à 3,0 kb,.

## Cycle biologique
La réplication virale est cytoplasmique. L'entrée dans la cellule-hôte est obtenue par pénétration dans la cellule-hôte. La réplication et la  transcription suivent le modèle des virus à ARN double brin. Le virus quitte la cellule hôte par un déplacement de cellule à cellule. Les champignons et les plantes servent d'hôtes naturels,.
Les Cryspovirus infectent des protozoaires apicomplexiens du genre Cryptosporidium, tandis que les virus des autres genres infectent des plantes et des champignons. 
| Genre             | Hôtes                | Tropisme tissulaire | Détails de l'entrée                                    | Dissémination                                          | Site de réplication | Site d'assemblage | Transmission                                           |
| ----------------- | -------------------- | ------------------- | ------------------------------------------------------ | ------------------------------------------------------ | ------------------- | ----------------- | ------------------------------------------------------ |
| Cryspovirus       | Protistes            | Aucun               | Division cellulaire ; sporogenèse ; anastomose hyphale | Division cellulaire ; sporogenèse ; anastomose hyphale | Cytoplasme          | Cytoplasme        | Division cellulaire ; sporogenèse ; anastomose hyphale |
| Alphapartitivirus | Champignons, plantes | Aucun               |                                                        |                                                        | Cytoplasme          | Cytoplasme        | Division cellulaire                                    |
| Deltapartitivirus | Plantes              | Aucun               | Mouvement viral ; inoculation mécanique                | Division cellulaire                                    | Cytoplasme          | Cytoplasme        | Division cellulaire                                    |
| Betapartitivirus  | Champignons, plantes | Aucun               |                                                        |                                                        | Cytoplasme          | Cytoplasme        | Division cellulaire                                    |
| Gammapartitivirus | Champignons          | Aucun               | Échange cytoplasmique ; anastomose hyphale             | Échange cytoplasmique ; anastomose hyphale             | Cytoplasme          | Cytoplasme        | Échange cytoplasmique ; anastomose hyphale             |

## Phylogénie
Sur la base du gène de l'ARN polymérase, ce groupe peut être divisé en quatre clades (I-IV). Quatre isolats d'animaux et de protozoaires forment un cinquième clade. Les clades I à IV sont constitués de mélanges de séquences de type Partitivirus provenant de plantes et de champignons

## Taxinomie
Cinq genres ont été reconnus au sein de la famille des Partitiviridae. Quinze autres espèces de cette famille ne sont affectées à aucun genre :
- Alphapartitivirus
  - Beet cryptic virus 1
  - Carrot cryptic virus
  - Cherry chlorotic rusty spot associated partitivirus
  - Chondrostereum purpureum cryptic virus 1
  - Flammulina velutipes browning virus
  - Helicobasidium mompa partitivirus V70
  - Heterobasidion partitivirus 1
  - Heterobasidion partitivirus 3
  - Rosellinia necatrix partitivirus 2
  - Vicia cryptic virus
  - White clover cryptic virus 1 (espèce-type)

- Betapartitivirus
  - Atkinsonella hypoxylon virus (espèce-type)
  - Cannabis cryptic virus
  - Ceratocystis resinifera virus 1
  - Crimson clover cryptic virus 2
  - Dill cryptic virus 2
  - Fusarium poae virus 1
  - Heterobasidion partitivirus 2
  - Heterobasidion partitivirus 8
  - Heterobasidion partitivirus P
  - Hop trefoil cryptic virus 2
  - Pleurotus ostreatus virus 1
  - Primula malacoides virus 1
  - Red clover cryptic virus 2
  - Rhizoctonia solani virus 717
  - Rosellinia necatrix virus 1
  - White clover cryptic virus 2
- Cryspovirus
  - Cryptosporidium parvum virus 1 (espèce-type)
- Deltapartitivirus
  - Beet cryptic virus 2
  - Beet cryptic virus 3
  - Fig cryptic virus
  - Pepper cryptic virus 1 (espèce-type)
  - Pepper cryptic virus 2
- Gammapartitivirus
  - Aspergillus ochraceous virus
  - Discula destructiva virus 1
  - Discula destructiva virus 2
  - Fusarium solani virus 1
  - Gremmeniella abietina RNA virus MS1
  - Ophiostoma partitivirus 1
  - Penicillium stoloniferum virus F
  - Penicillium stoloniferum virus S (espèce-type)
- Non affectés à un genre
  - Agaricus bisporus virus 4
  - Alfalfa cryptic virus 1
  - Carnation cryptic virus 1
  - Carrot temperate virus 1
  - Carrot temperate virus 2
  - Carrot temperate virus 3
  - Carrot temperate virus 4
  - Gaeumannomyces graminis virus 019/6-A

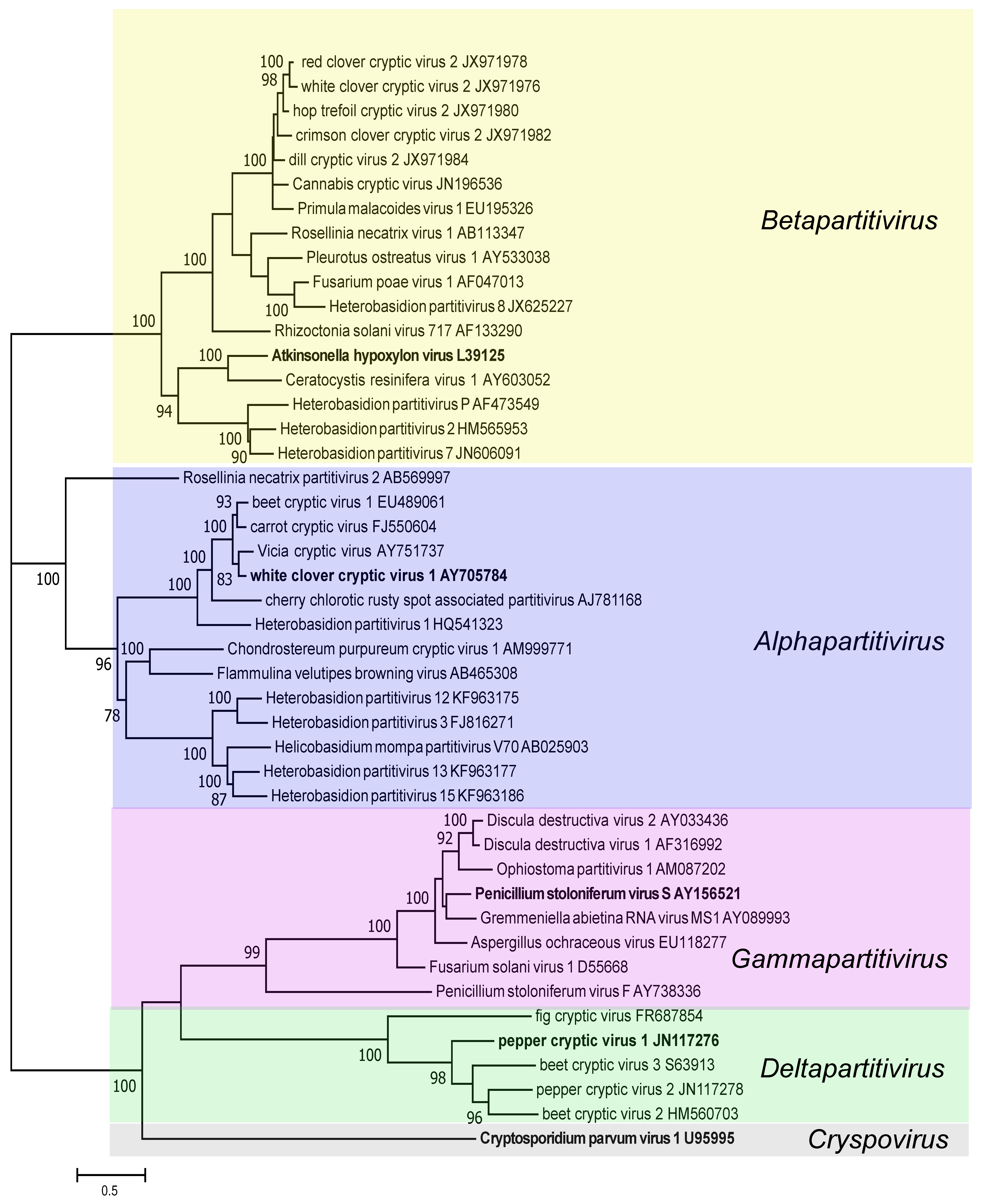
Arbre phylogénétique des Partitiviridae.

  - Gaeumannomyces graminis virus T1-A
  - Hop trefoil cryptic virus 1
  - Hop trefoil cryptic virus 3
  - Radish yellow edge virus
  - Ryegrass cryptic virus
  - Spinach temperate virus
  - White clover cryptic virus 3